# Perché (Edoardo Bennato)
Perché è un singolo di Edoardo Bennato con la partecipazione di Morgan pubblicato nel 2010.
Il singolo è stato diffuso nelle radio il 15 ottobre 2010, primo singolo di lancio dell'album MTV Classic Storytellers.
Il brano era già stato registrato solo da Bennato e uscito nell'album "Le Ragazze Fanno Grandi Sogni" del 1995.